# Inferusia taylori
Inferusia taylori är en mossdjursart som beskrevs av Kuklinski och Barnes 2009. Inferusia taylori ingår i släktet Inferusia och familjen Cribrilinidae. Inga underarter finns listade i Catalogue of Life.